# 孫康
孫 康（そん こう、生没年不詳）は、劉宋の官吏。蒙求にてその勤勉さが歌われる。
太原郡中都県の人。東晋の官吏孫盛の曾孫にあたる。祖父は孫放。父は孫秉。蒙求にて「孫康映雪　車胤聚螢」と、東晋時代の官僚車胤と対にして配され、貧困な幼少時代にも学問に打ち込み、立身した人物として名が挙がる。注に拠れば散逸した史料『孫氏世録』にその事績が載る。家が貧しかったことから灯火の油を買う余裕もなく、冬には窓の外に積もる雪が月光を受けて照り返す光で勉強していた。元嘉年間に起部郎を経て征南長史となり、やがて御史大夫に昇進した。
日本においては、「蛍の光」の歌詞の冒頭「ほたるのひかり、まどのゆき」として歌われている。

## 作品
团扇铭

## 資料
- 早川光三郎『蒙求（上）』明治書院〈新釈漢文大系〉、1973年。ISBN 978-4625570582。